# Giovanni Filoteo Achillini

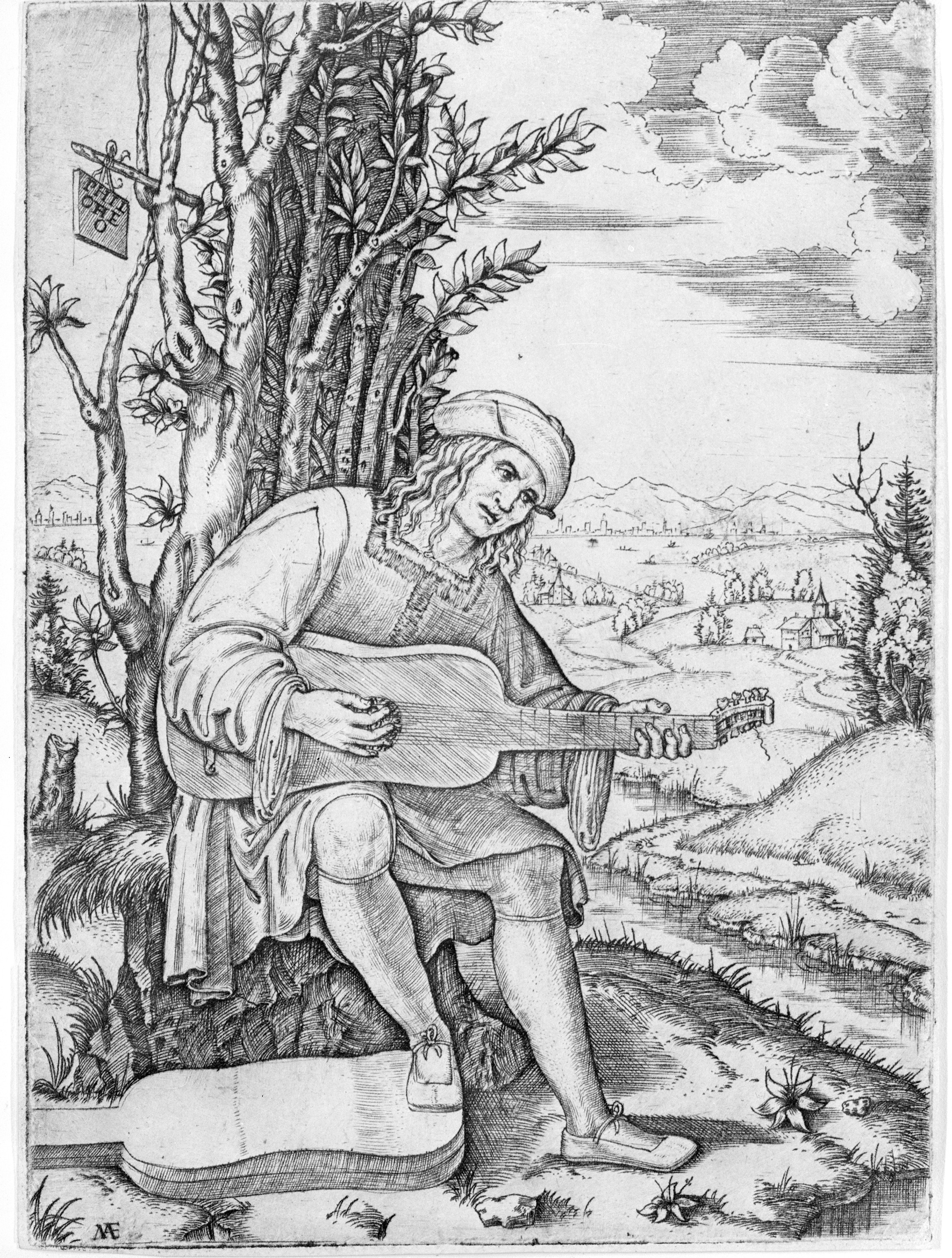
Marcantonio Raimondi, retrato de Giovanni Filoteo Achillini. Grabado. Nueva York, Metropolitan Museum of Art.

Giovanni Filoteo Achillini (Bolonia, 1466 - 13 de agosto de 1538) fue un poeta, erudito y humanista italiano, que cultivó las letras griegas y latinas, además de músico y numismático.

## Biografía
Giovanni Filoteo fue hermano del aristotélico Alessandro y abuelo del poeta Claudio Achillini. Publicó en 1504 Collettanee Grece Latine e Vulgari per diversi Auctori Moderni nella Morte de l'ardente Seraphino Aquilano, un poemario escrito por distintos autores para conmemorar la muerte del poeta aquilano Serafino de' Ciminelli en el que se incluyeron nueve de sus sonetos. Ese año concluyó el poema Viridario, publicado en 1513, en el que valiéndose del género caballeresco y en octavas, mezcla episodios originales y otros tomados de la tradición clásica, con frecuentes digresiones en las que Achillini muestra su erudición y cita figuras de la cultura de la época.
En 1511 fundó en Bolonia la Academia de Viridario de la que más allá de su lema «E spe in spem», se desconocen otras noticias. Viajó con frecuencia a Milán, Urbino y Roma, relacionándose con príncipes y literatos, aunque el centro de sus actividades fue su Bolonia natal, donde tuvo  varias veces un cargo público y una vez, en 1527, fue confaloniero.
Carente de valores poéticos tanto como el Viridario es el poema en tercetos Il Fidele que, publicado en 1523, se compone de 100 cantos en los que el poeta, imitando a Dante, se imagina en compañía de la personificación de la Fe, enviada por Dios para instruirlo en la teología y en toda suerte de doctrinas. La imitación de la Divina Commedia no impidió a Achillini acusar a Dante de haber plagiado, al escribir el Convivio, una obra desconocida del boloñés Guido Guinizelli titulada Consesso. Su intención, según se proponía Achillini, era afirmar la prioridad poética y literaria de la lengua vernácula boloñesa sobre la del padre de Dolce Stil Novo. A las controversias que inevitablemente siguieron, como parte del debate literario entonces en curso, respondió en 1536 con Annotazioni della volgar lingua, en la que reafirmó su convicción de que el boloñés vulgar podría constituirse en un modelo de lengua literaria válida para toda la península.

## Obras
- Collettanee Grece Latine e Vulgari, Bazaleri, Bolonia 1504
- Viridario, Girolamo di Plato, Bolonia 1513
- Il Fidele, Girolamo di Plato, Bolonia 1523
- Annotazioni della volgar lingua, Bonardo da Parma e Marcantonio da Carpi, Bolonia 1536
- Due epistole, s. d., Misc. 6521.5, Biblioteca Marciana, Venecia